# Ferdinand Samuel Laur

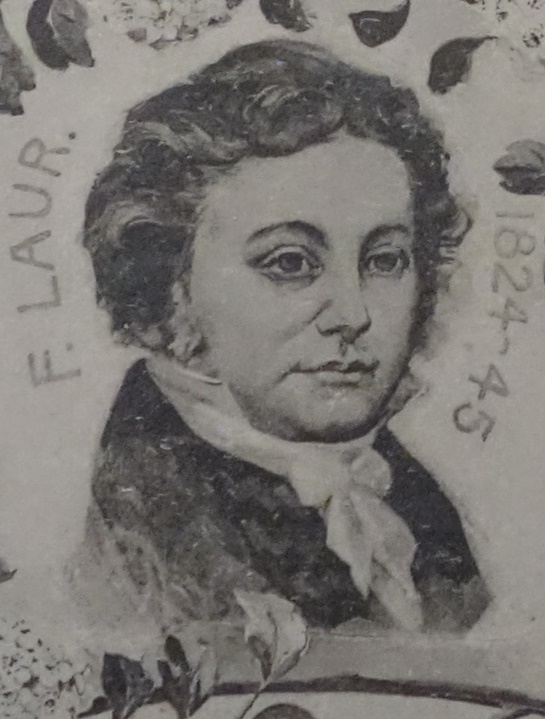
Porträt aus einer Karte zum 75-Jahr-Jubiläum des Basler Gesangvereins

Ferdinand Samuel Laur (* 22. Februar 1791 in Markdorf am Bodensee; † 2. Juli 1854 in Egelshofen bei Kreuzlingen) war ein badisch-schweizerischer Komponist, Dirigent, Chorleiter und Musikpädagoge, der 1824 den Basler Gesangverein gründete. Seit 1967 wird die Melodie von Laurs Chorlied Freiheit als Nationalhymne des Königreichs Lesotho verwendet.

## Leben

### Ausbildung und erste Tätigkeiten
Ferdinand Laur wurde als Sohn von Maximilian Martin Laur, Ratsschreiber in Markdorf, und Maria Therese Laur (geb. Guldin) am 22. Februar 1791 in Markdorf am Bodensee geboren. Seine pädagogische Ausbildung erhielt er an den Lehrerseminaren in Meersburg und Karlsruhe. Nach einem Jahr an der Erziehungsanstalt im schweizerischen Gottstatt bei Biel (Kanton Bern) unterrichtete er von 1810 bis 1820 Musik und Gesang an der Lehranstalt Hofwyl bei Bern, die vom Schweizer Pädagogen Philipp Emanuel von Fellenberg geleitet wurde. Neben seiner eigenen Unterrichtstätigkeit bildete er sich im Instrumentalspiel und der Orchesterleitung weiter.

### Hauptschaffenszeit in Basel
1820 wurde Laur nach Basel berufen. Dort unterrichtete er am Gymnasium und der 1780 gegründeten Töchterschule Gesang und gründete 1824 den Basler Gesangverein. Als erster gemischter Chor der Schweiz verschrieb dieser sich der Aufführung großer Chorwerke wie Wolfgang Amadeus Mozarts Requiem (Aufführung: 1827) oder Joseph Haydns Schöpfung (Aufführung: 1828).
1826 erhielt Laur das Bürgerrecht der Stadt Basel und heiratete Maria Laur, geb. Zäslin (* 29. März 1807; † 7. August 1866), mit der er sechs Kinder hatte.
Von 1828 bis 1830 hielt Laur musiktheoretische Vorlesungen mit den Schwerpunkten Gesangs- sowie Harmonielehre an der Universität Basel und gründete den universitären Übungschor als Vorläufer des Akademischen Männerchors mit Sitz im Schweizerischen Zofingerverein, in dem in erster Linie gesellige und vaterländische Studentenlieder gepflegt wurden. 1836 wurde Laur zum Direktor der Basler Konzertgesellschaft, welche die Verbreitung von Instrumentalmusik zum Ziel hatte.

### Eidgenössisches Musikfest 1840
Höhepunkt von Laurs Schaffen war die Organisation und musikalische Leitung des eidgenössischen Musikfests 1840 in Basel. Anlässlich dieses Festes dirigierte er unter Mitwirkung von 570 Musikerinnen und Musikern Georg Friedrich Händels Oratorium Samson, die 2. Sinfonie von Ludwig van Beethoven und den Psalm Nr. 42 von Felix Mendelssohn Bartholdy. In der 1834 von Robert Schumann in Leipzig begründeten Neuen Zeitschrift für Musik wurde ausführlich über das Fest berichtet:

„Große angemessene Vorbereitungen waren zu dieser Feierlichkeit getroffen und seit Anfang des Jahres das schwierige Oratorium 'Samson' von Händel und Mendelssohn Bartholdy's 42ster Psal unter der Leitung unsers vielverdienten Hrn. Ferdin. Laur einstudiert worden. Montags des 6ten war die ganze Stadt in Bewegung, um […] die Ankunft der Zürcher, St. Galler und Graubündtner Festgäste, welche in mehren Schiffen den Rhein herunter kamen, mit anzusehen. […] Dienstags den 7ten, Nachmittags von 3 bis gegen 8 Uhr war große Probe. Obwohl dies der einzige Anlaß war, der den aus verschiedenen Gegenden zusammentretenden Sängern und Künstlern Gelegenheit zu einer gemeinschaftlichen Aufführung vor der Hauptaufführung selbst bot und man leicht hätte voraussetzen können, die an ein Zusammenwirken noch nicht Gewöhnten würden sich erst allmählig zusammengefunden haben, so lief doch hier schon alles so rein und tactfest ab, daß man diesen überraschenden Umstand nur der vortrefflichen Leitung des Hrn. Laur zuschreiben kann, der durch rastlosen Eifer in dem hiesigen Sängerchore und Orchester sich einen festen Grundstock gebildet hatte.“

### Rückzug
Bereits ein Jahr vor dem Musikfest trat Ernst Reiter die Nachfolge Laurs als Direktor der Konzertgesellschaft an, 1845 übernahm dieser außerdem die Leitung des Gesangvereins. 1846 beendete Laur sein Engagement beim akademischen Männergesangverein, wurde auf eigene Bitte hin von seiner Lehrerstelle entlastet und pensioniert. Die Familie zog nach Egelshofen bei Kreuzlingen, wo Laur am 2. Juli 1854 starb.

## Werke

### Allgemein

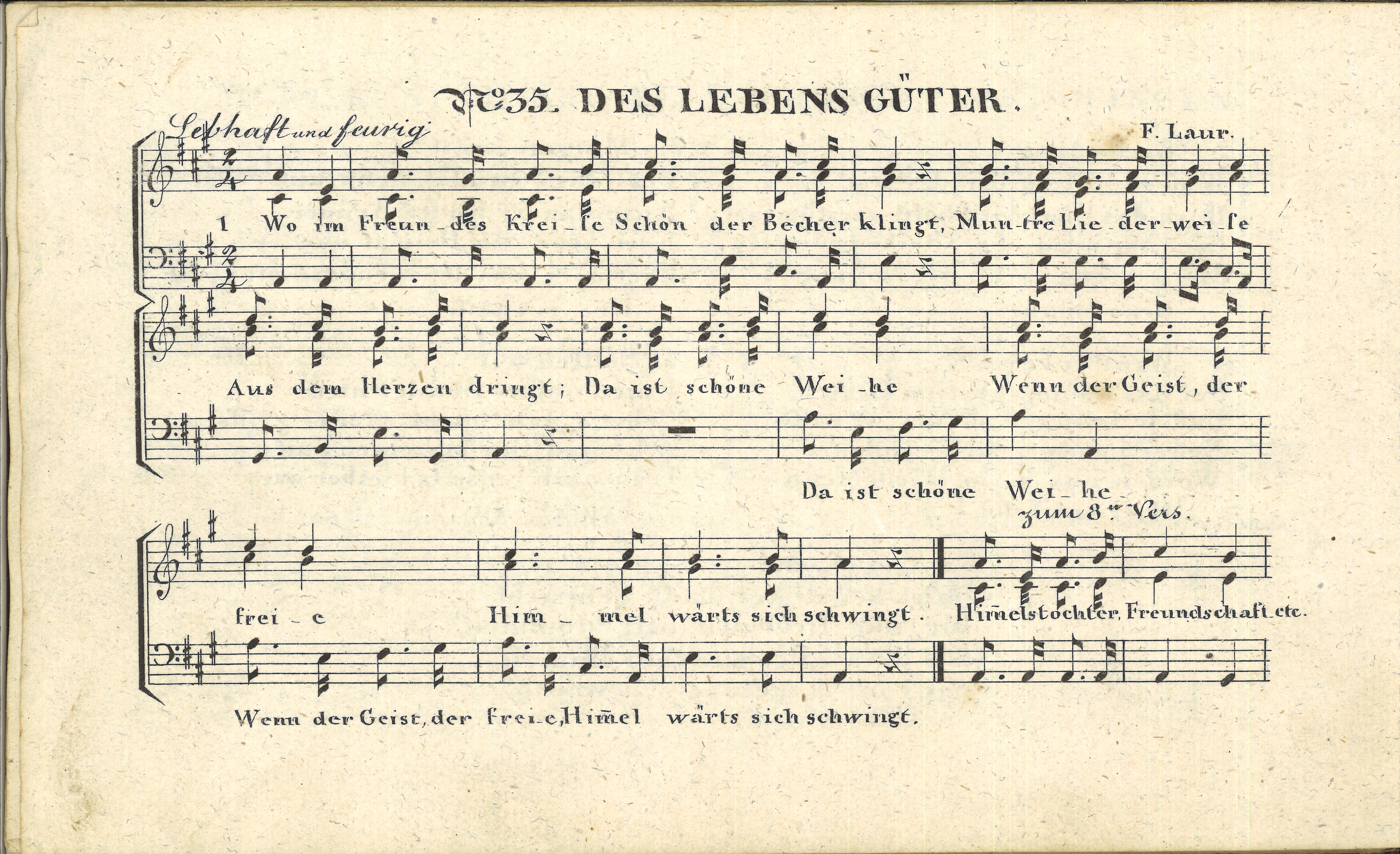
Laursche Melodie der lesothischen Nationalhymne in der Fassung „Des Lebens Güter“ aus dem Liederbuch für Schweizerjünglinge von 1825

Laurs kompositorisches Schaffen umfasst in erster Linie weltliche und geistliche Chorlieder, die in den Kontexten seiner unterschiedlichen Tätigkeiten entstanden sind: So erschienen zunächst zwei Liedersammlung für den Schulgebrauch sowie eine Zusammenstellung mit patriotischen Liedern.
Im Zuge seiner Tätigkeiten rund um den akademischen Universitätschor publizierte Laur 1825 eine Neuauflage des Zofingerliederbuchs mit Singweisen für drei Männerstimmen. Neben einigen Kunstliedern ist eine Sammlung von Kanones erschienen. In unzähligen deutschsprachigen, aber auch französischen Liedersammlungen und Chorbüchern sind Kompositionen Laurs abgedruckt.

### Nationalhymne von Lesotho

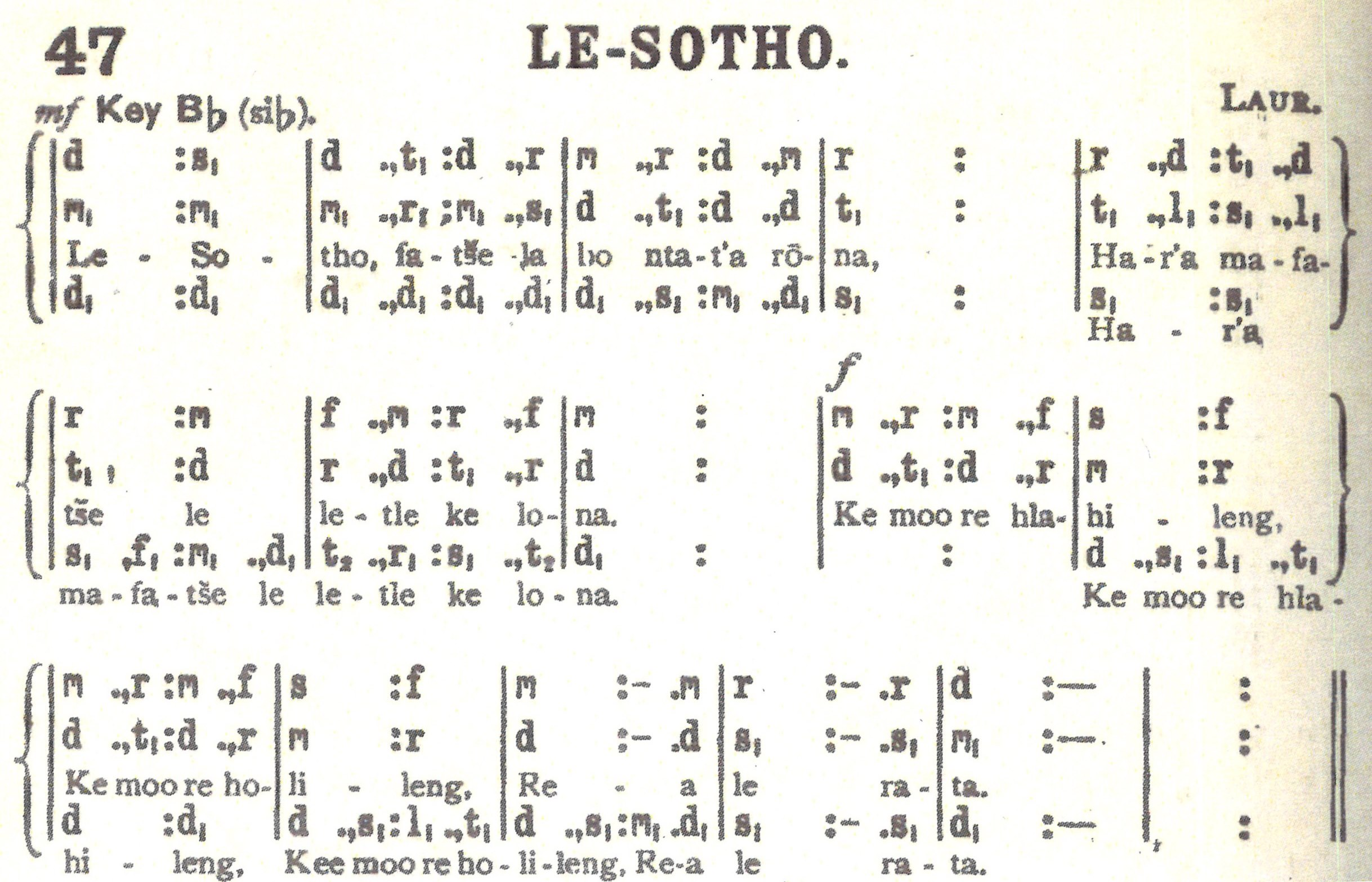
Nationalhymne von Lesotho in der landestypischen tonic-sol-fa Notation, abgedruckt in „Lipina tsa Likolo tse Phahameng“ („Lieder für die Schule“), hier in einem Druck von 1918

Bis zur Unabhängigkeit Lesothos von Großbritannien 1966 war God save the King / the Queen Nationalhymne des Landes. Ein Jahr später – 1967 – löste eine Fassung von Laurs dreistimmigem Lied „Freiheit“ (Text: Friedrich Schlegel) die britische Hymne ab und ist seit diesem Zeitpunkt als „Lesotho Fatse La Bontata Rona“ offizielles Staatslied. François Coillard (* 17. Juli 1834 in Asnières-sur-Seine, Frankreich; † 27. Mai 1904 in Lealui, Sambia), ein französischer Missionar der Société des missions évangéliques de Paris (SMEP), brachte das Lied 1879 nach Lesotho. Er dichtete einen neuen Text in Sesotho, woraufhin das Lied unter dem Titel „Lesotho“ im Missionsliederbuch Lipina tsa Likolo tse Phahameng 1870 erschien. Das Laursche Lied mit neuem Text in der Landessprache verbreitete sich rasch, entwickelte sich zu einem Volkslied und wurde schließlich zur Nationalhymne bestimmt.

## Sonstiges
Laur war Großvater von Ernst Ferdinand Laur (* 27. März 1871; † 30. Mai 1964), Agronom und langjähriger Präsident des Schweizerischen Bauernverbandes.